# Cordyceps australis
Cordyceps australis är en svampart som först beskrevs av Speg., och fick sitt nu gällande namn av Pier Andrea Saccardo 1883. Cordyceps australis ingår i släktet Cordyceps och familjen Cordycipitaceae.   Inga underarter finns listade i Catalogue of Life.